# Wilhelm Henryk (książę Nassau-Usingen)
Wilhelm Heinrich (I) (ur. 2 maja 1684 w ’s-Hertogenbosch, zm. 14 lutego 1718 w Usingen) – książę Nassau-Usingen. Jego władztwo było częścią Świętego Cesarstwa Rzymskiego.
Był synem księcia Nassau-Usingen Wolrada i jego pierwszej żony Katarzyny Franciszki de Croy. Na tron wstąpił po śmierci ojca 17 października 1702.
15 kwietnia 1706 w Dillenburgu poślubił księżniczkę Nassau-Dillenburg Szarlottę Amalię. Para miała dziesięcioro dzieci:
- księżniczkę Franciszkę Dorotę (1707–1750)
- księcia Henryka Ferdynanda (1708–1708)
- księżniczkę Amalię Fryderykę Ludwikę (1709–1709)
- księcia Wilhelma Adolfa (1710–1710)
- Karola (1712–1775), kolejnego księcia Nassau-Usingen
- córkę (1713–1713)
- księżniczkę Jadwigę Henriettę (1714–1786)
- księcia Ludwika Augusta (1714-1714)
- księżniczkę Joannę Krystynę (1715–1716)
- Wilhelma Henryka (1718-1768), przyszłego księcia Nassau-Saarbrücken